# Саргатка
Сарга́тка — река в Саргатском районе Омской области России. Устье реки находится в 1696 км от устья по левому берегу реки Иртыш. Длина реки составляет 34 км.
Высота истока — 80 м над уровнем моря. Высота устья — 63 м над уровнем моря.

## Данные водного реестра
По данным государственного водного реестра России относится к Иртышскому бассейновому округу, водохозяйственный участок реки — Иртыш от впадения реки Омь до впадения реки Ишим, без реки Оша, речной подбассейн реки — бассейны притоков Иртыша до впадения Ишима. Речной бассейн реки — Иртыш.